# 新堡乡 (古浪县)
新堡乡，是中华人民共和国甘肃省武威市古浪县下辖的一个乡镇级行政单位。

## 行政区划
新堡乡下辖以下地区：
台子村、农丰村、大板村、尖山村、高岭村、甘沟村、一座磨村、刘杨村、石井村、新堡村、黄蟒塘村、崖头村、蒿沟村和苟家磨村。